# 정영규
정영규(鄭永圭, 1970년 11월 3일 ~ )는 전 KBO 리그 삼성 라이온즈와 한화 이글스의 외야수이다.
동국대 재학 시절 1992년 말 열린 신인 드래프트에서 쌍방울 레이더스에 의해 2차 2순위 지명을 받았다. 이후 쌍방울 레이더스는 지명권을 삼성 라이온즈에 넘겨줬으며 삼성은  신경식, 김성길을 보상선수 형식으로 쌍방울에 넘겨줬다. 결국 1993년 삼성 라이온즈에 입단했고 이후 한화 이글스, LG 트윈스, KIA 타이거즈에서 활동했다.
한편, 입단 첫 해인 주전으로 기용됐으나 기량만큼의 성적을 올리지 못했고 1994년에는 방위복무 탓인지 59경기 밖에 출전하지 못했으며  이 해 말 한화로 트레이드됐지만 이적 첫 해를 제외하면 한화에서도 이렇다할 활약을 보이지 못했다.
결국 1998년 5월 동봉철과의 맞트레이드를 통해 LG 유니폼을 입었으나  이 무렵 발목부상을 당하여 기량이 하락해 2군을 전전했다가 2001년 KIA에서 은퇴했으며 그 이후 사업가로  변신했다.

## 출신 학교
- 무등중학교
- 광주제일고등학교
- 동국대학교